# Malacorhinus tilghmani
Malacorhinus tilghmani är en skalbaggsart som beskrevs av Mignot 1970. Malacorhinus tilghmani ingår i släktet Malacorhinus och familjen bladbaggar. Inga underarter finns listade i Catalogue of Life.